# ازارت
ازارت (به لاتین: Ezaart) یک منطقهٔ مسکونی در بلژیک است که در استان آنتورپ واقع شده‌است. ازارت ۷٫۶۱ کیلومتر مربع مساحت و ۳٬۳۳۲ نفر جمعیت دارد.